# Бронн (персонаж)
Бронн (англ. Bronn) — персонаж серии фэнтези-романов «Песнь Льда и Огня» американского писателя Джорджа Мартина. Появляется в книгах «Игра престолов» (1996), «Битва королей» (1998), «Буря мечей» (2000) и «Ветра зимы».
В телесериале «Игра престолов» роль Бронна играет английский актёр Джером Флинн. В сериале Бронн впервые появляется в первом сезоне в качестве второстепенного персонажа и является основным персонажем начиная со второго сезона.

## Роль в сюжете[2]

### Игра Престолов
Вместе с наемником Чигеттом находился в гостинице на перекрестке, когда Кейтилин Старк потребовала у присутствующих помощи в аресте Тириона Ланнистера. Рассчитывая на щедрое вознаграждение, Бронн и Чигетт предложили ей свои услуги. Однако в пути Бронн проникся симпатией к Тириону, карлик понравился ему своей храбростью и чувством юмора. Одновременно общение с леди Старк подсказало ему мысль, что с ее стороны особо щедрой награды ждать не стоит.
После прибытия в Долину Бронн настоял на том, чтобы подняться в Орлиное Гнездо вместе с пленником. Тирион во время подъема обессилел, и наемник понес его на своих плечах. Позже, когда Тирион потребовал у Лизы Аррен суда поединком, именно Бронн вызвался драться за него. В бою он одолел и убил сира Вардиса Игена. После этого леди Лиза велела выгнать Тириона и Бронна за Кровавые Врата на верную смерть. С этого момента наемник поступил на службу к карлику.

### Битва Королей
Тирион, после своего назначения Десницей, сделал Бронна офицером городской стражи и командиром своей гвардии. Бронн выполнял наиболее ответственные поручения, кроме того, ему был поручен набор наемников для обороны Королевской Гавани. В случае победы Бронну и его лучшим людям было обещано рыцарское звание.
Во время битвы на Черноводной Бронн командовал обороной заградительных башен на реке. После победы он был возведен в рыцари и стал именоваться сиром Бронном Черноводным. Его герб — пылающая зеленая цепь на дымчато-сером фоне. Киван Ланнистер расплатился с ним и распустил его отряд.

### Буря Мечей
Оставшись без работы, Бронн некоторое время собирался поступить на службу к Рендиллу Тарли, но выздоравливающий Тирион снова позвал его к себе. Ему было поручено разузнать все о прошлом сира Мендона Мура. В этом он не преуспел, зато выполнил другое поручение – убийство певца Саймона Серебряного Языка.
Когда Тирион был обвинен в цареубийстве, Серсея Ланнистер, опасаясь, что Бронн снова выступит чемпионом карлика, подкупила наёмника. Она организовала брак Бронна и Лоллис Стокворт. Последняя — старая дева, не отличающаяся красотой и больная слабоумием, во время бунта в Королевской Гавани подверглась групповому изнасилованию. Она была беременна, и её надо было срочно выдать замуж. Поскольку старшая сестра и наследница Стокворта Фалиса не имела детей, Бронн решил, что его шансы заполучить девушку достаточно велики, и дал согласие на женитьбу. Впрочем, он всё равно навестил Тириона в тюрьме. На вопрос, почему Бронн это сделал, наёмник ответил, что карлик обещал дать двойную цену, если его захотят перекупить. Тирион не смог дать ему больше Серсеи, и тот его покинул.

### Пир стервятников
Прибыв в Стокворт, Бронн стал собирать для себя небольшой отряд наемников, приняв на службу как минимум четырех межевых рыцарей. Вскоре леди Танда упала с лошади и сломала бедро. Несчастный случай произошел по вине конюха, но, возможно, был организован Бронном. Когда Лоллис родила сына, Бронн с присущим ему черным юмором велел назвать его Тирионом. Эта грубая шутка вывела из себя королеву Серсею, и она велела мужу Фалисы, сиру Бальману Берчу, убить наемника. Тот не придумал ничего лучше, чем вызвать Бронна на поединок. Будучи известным турнирным бойцом, Берч рассчитывал легко одолеть бывшего наемника, ничего не смыслившего в копейном бою. Однако честного боя не получилось: Бронн нанес предательский удар в лошадь соперника. Упавший конь сломал Берчу обе ноги, Бронн запретил оказывать ему помощь, обещая избавить его от страданий только тогда, когда он расскажет, кто поручил ему убийство. Когда сир Бальман все рассказал, Бронн добил его ударом кинжала в глаз, затем ограбил Фалису и выгнал её из замка. Вскоре леди Танда умерла (возможно, опять-таки не без помощи Бронна), и наемник объявил себя новым лордом Стокворта.

### Ветра зимы
По словам Джорджа Мартина, Бронн появится в книге «Ветра зимы», поскольку его история ещё не завершена.

## В экранизации
В телесериале «Игра престолов» роль Бронна играет английский актёр Джером Флинн.
Сюжетная линия Бронна в пятом сезоне полностью отходит от книг и в основных моментах повторяет сюжетную линию Ариса Окхарта, а начиная с четвёртого сезона, повторяет сюжетную линию Илина Пейна.

#### Первый сезон
Именно Бронн в гостинице на перекрестке уступает комнату Тириону Ланнистеру (в книге это делает другой, безымянный наемник). Бой между Бронном и сиром Вардисом Игеном происходит не в саду Орлиного Гнезда, а прямо в тронном зале. Игену едва не удается столкнуть Бронна в Лунную Дверь, которая в сериале является горизонтальным люком в полу и в момент боя открыта. Бронн пользуется преимуществами - обрушивает перед противником тяжелый подсвечник, прячется за колоннами, выталкивает перед собой гвардейца Арренов. В конце концов, выиграв бой, он втыкает Игену меч в просвет доспехов и сам выбрасывает противника в Лунную Дверь.

#### Второй сезон
Во втором сезоне Бронн не только является одним из доверенных людей Тириона — он подменяет отсутствующего в сериале Джаселина Байуотера: Тирион делает его новым командиром золотых плащей вместо высланного на Стену Яноса Слинта.

#### Третий сезон
В третьем сезоне сюжетная линия Бронна в сериале близка к книжной.

#### Четвёртый сезон
В четвертом сезоне Бронн заменяет Илина Пейна и тренирует Джейме Ланнистера фехтовать левой рукой. При этом в бою он часто использует нечестные приемы, например, отнимает у Джейме его золотую руку и бьет ею последнего по лицу, отчего тот валится с ног и проигрывает бой. Когда Тириона собираются судить за убийство Джоффри, Джейме обсуждает это с Бронном во время занятия и тот говорит, что вряд ли карлик виновен, хоть он и "ненавидел засранца". Тирион также просит Подрика Пейна привести Бронна к нему в камеру, но тот говорит, что гвардейцам запрещено пропускать головореза.
Как и в книге, Бронн посещает Тириона перед судом поединком и сообщает о своей помолвке с Лоллис Стокворт. На слова Тириона о том, что Лоллис - всего лишь вторая дочь и к тому же глупа, бывший наемник отвечает, что если бы хотел ума - женился бы на Тирионе и недвусмысленно намекает, что после его свадьбы Фалиса, старшая сестра Лоллис, может, например, неудачно упасть с лошади, что так часто случается с леди. В сериале Лоллис не так безобразна, как в книге, и просто глупа, а не слабоумна. Также, она не была изнасилована и не рожает бастарда.

#### Пятый сезон
В пятом сезоне Бронна показывают в Стокворте, во время обсуждения свадебного пира с Лоллис (в основном праздник обсуждает невеста, наемник не только не участвует в разговоре — он даже не слушает свою неумолкающую нареченную). В разговоре он восхищается замком и в очередной раз намекает, что сестру его невесты ждет какой-нибудь "несчастный случай". Диалог прерывает Джейме Ланнистер, предлагающий Бронну отправиться с ним в Дорн для спасения Мирцеллы и, в случае успеха, "жену покрасивее и замок побольше". На корабле, наемник намекает Ланнистеру, что он в курсе того, кем тот приходится Мирцелле, и выражает симпатию к сбежавшему Тириону, на что получает резко негативную реакцию от своего попутчика.
При попытке похитить принцессу в Водных Садах бьет по лицу Тристана, оглушая принца. Во время схватки со змейками получает порез от Тиены Сэнд, а затем попадает в темницу, схваченный стражей дворца под руководством Арео Хотаха. В тюрьме распевает похабные песни про дорнийских девушек, заигрывая с Тиеной и раздражая других змеек. Неожиданно ему становится плохо и дорнийка самодовольно сообщает ему, что на ее клинке был яд "Долгое Прощание", которому нужно время, чтобы проникнуть в тело. Противоядие Бронн получает лишь выполнив желание Тиены — назвав ее "самой красивой девушкой на свете".
Когда принц Доран принимает решение отпустить Мирцеллу в сопровождении Тристана в Королевскую Гавань, Джейме просит отпустить и Бронна, на что Доран напоминает ему, что ударить принца — преступление, карающееся смертью. Однако он дает Тристану решить судьбу наемника самому — принц должен учиться править и принимать справедливые решения. Тристан соглашается отпустить Бронна при одном условии — когда рыцарю сообщают о помиловании в обеденном зале - Арео Хотах бьет его в челюсть, таким образом отдавая "должок" за то, как Бронн ударил Тристана. Примечательно, что после этого Доран насмешливо предлагает наемнику отведать супа (перед ударом Бронн изъявил желание съесть пирог).
Во время прощания Мирцеллы с Дораном и змейками, Бронн перекидывается парой слов с Тиеной, приглашая навестить его в Королевских землях и советует поторопиться, так как он вскоре собирается жениться. В ответ девушка кусает его за ухо и шепчет, что пусть он и прикидывается, что хочет жениться на благородной, она знает, что ему нужна "плохая киска".

#### Шестой сезон
Бронн вернулся вместе с Джейме в Королевскую Гавань. Прибыл вместе с Цареубийцей и армией Ланнистеров под Риверран. Присутствовал при разговоре Джейме и Фреев на глазах у Эдмура Талли, а после оповестил Бриндена Талли о начале переговоров. Встретился с Бриенной и Подриком. Пировал вместе с Джейме в Близнецах, вернулся в Королевскую Гавань.

#### Седьмой сезон
В 3 серии 7 сезона принял участие в захвате Джейме Хайгардена. В 4 серии 7 сезона принял участие в сражении с армией дотракийцев во главе с Дейенерис Таргариен. Ранил Дрогана из баллисты Квиберна и Спас Джейме от сожжения. Организовал встречу Джейме и Тириона. Тепло приветствовал Беса во время прибытия его и Джона Сноу в Королевскую Гавань.

#### Восьмой сезон
В начале финального сезона Квиберн передаёт Бронну заказ Серсеи на убийство её братьев. Бронн соглашается, но приехав в Винтерфелл, оставляет братьев в живых в условием, что он получит Хайгарден. В последней серии Бронн становится лордом Простора и Мастером над монетой в Малом совете короля Брана Старка.